# Monostroma
Monostroma es un género de alga marina verde de la familia Monostromataceae. Tal como indica su nombre, las algas de este género son monostromáticas (sus tejidos están formados por una sola capa de células).
Monostroma latissimum, un alga de este género, es cultivada en forma comercial en el este de Asia y Sudamérica para obtener el producto comestible "hitoegusa-nori" o "hirohano-hitoegusa nori", popular en la preparación de sushi. Mediante ensayos in vitro e in vivo se ha descubierto que los oligosacáridos de Monostroma con grado de polimerización 6 preparados por digestión agarasa de los polisacáridos de Monostroma nitidum son un agente profiláctico efectivo contra la infección viral denominada encefalitis japonesa. Los oligosacáridos sulfatados de Monostroma parecen ser buenos candidatos para el desarrollo de agentes antivirales. El género Monostroma es el más ampliamente cultivado entre las algas verdes.